# Hiawassee
Hiawassee är en kommun (town) och administrativ huvudort i Towns County i Georgia. Vid 2010 års folkräkning hade Hiawassee 880 invånare.